# Union J (album)
Union J è il primo eponimo album in studio della boy band inglese Union J, pubblicato nel 2013.

## Tracce
1. Carry You – 3:06
2. Beautiful Life – 3:58
3. Loving You Is Easy – 3:12
4. Last Goodbye – 3:39
5. Beethoven – 2:56
6. Head in the Clouds – 3:17
7. Where Are You Now – 4:00
8. Save the Last Dance – 3:44
9. Amaze Me (No Angels cover) – 3:54
10. Skyscraper (Demi Lovato cover) – 3:42

## Classifiche
| Classifica (2013) | Posizione raggiunta |
| ----------------- | ------------------- |
| Regno Unito       | 6                   |